# Fox Sports World Canada
Fox Sports World Canada ist ein kanadischer, englischsprachiger Sportfernsehsender, der aktuelle Sportbegegnungen, Liveübertragungen, Analysen und Reportagen sendet. Der Sender wird von Shaw Media betrieben.

## Programm
Fox Sports World Canada sendet Liveübertragungen, als auch aufgezeichnete Spiele von folgenden Begegnungen:
- Australien: A-League
- Frankreich: Ligue 1
- Italien: Serie A
- Vereinigte Staaten: United Soccer Leagues (USL) First Division (von Kanada und Puerto Rico), Metropolitan Indoor Soccer League, NCAA Men’s Soccer, NCAA Women’s Soccer & Women’s Professional Soccer.
- CONMEBOL: Copa Libertadores

### Sportsendungen
- Asia Contender
- Football Asia – mit Reportagen und Analysen sowie Fußball-Highlights aus Asien.
- Football Rivalries
- Fox Soccer Report – Sendung die alle größeren internationale Sportereignisse informiert.
- Hyundai A-League Highlights – Highlights des Hyundai A-League.
- PGA Tour Highlights
- Serie-A Highlights – Highlights von Italiens's Serie A.
- Sports Unlimited
- Sky Sports News – Sendungsbeitrag der von Sky aus dem Vereinigten Königreich übernommen wird.